# Helsingfors–Tallinn-tunneln

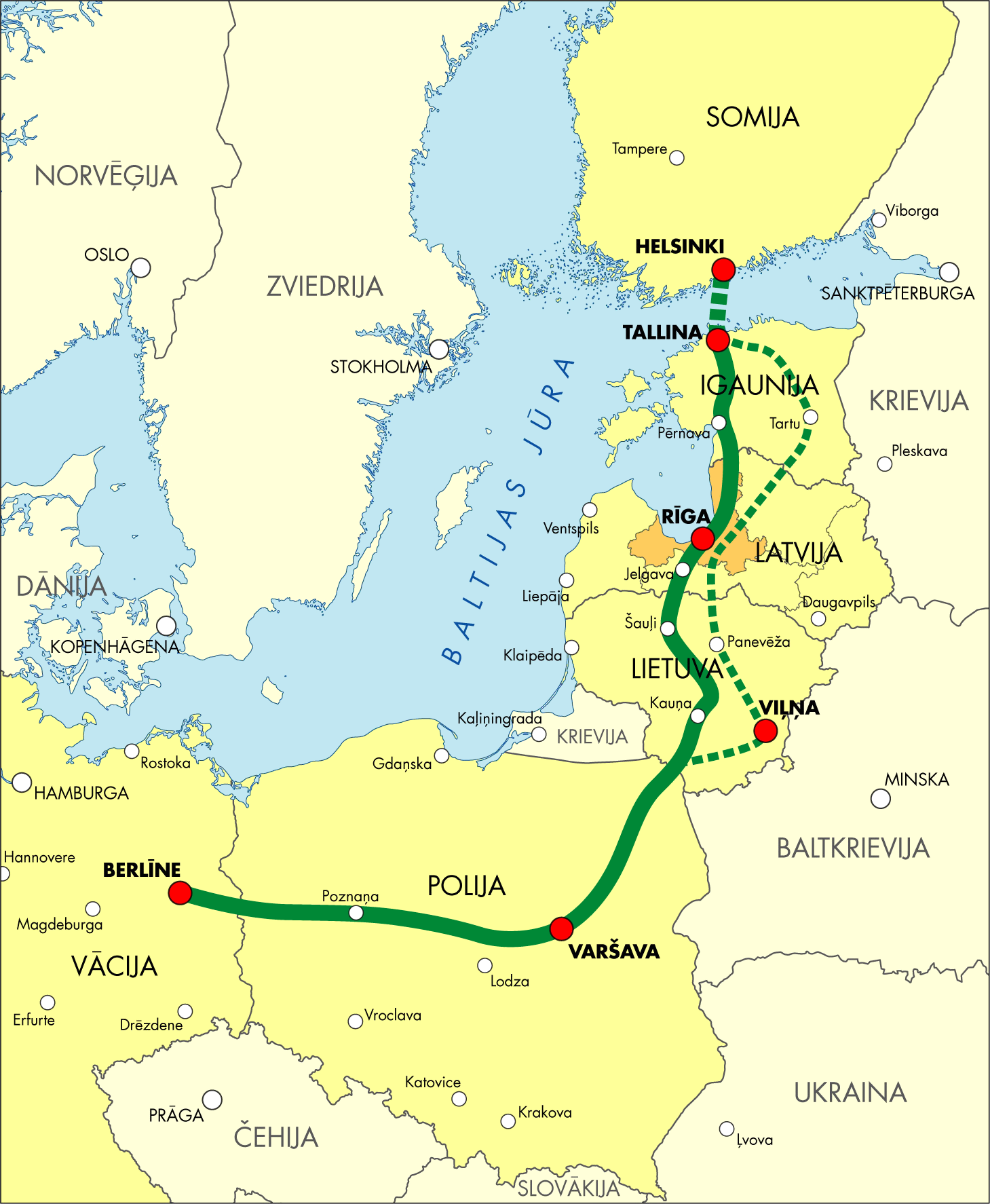
En lettisk karta som visar Helsingfors-Tallinn-tunneln och Rail Baltica.

Helsingfors–Tallinn-tunneln är en föreslagen tunnel under Finska viken som skulle knyta samman den finländska huvudstaden med den estniska.
Tunnelns längd skulle bli mellan 60 och 80 km beroende på vald sträckning, och den skulle därmed vara den längsta tunneln under vatten i världen. Bygget skulle kosta 9–13 miljarder euro, (enligt tidningsuppgifter från 2010 7–8 miljarder euro) Aktiva parter i diskussioner och förstudier har främst varit borgmästarna i Tallinn och Helsingfors, Edgar Savisaar och Jussi Pajunen. Båda städerna har betalat 100 000 euro till förstudier, men respektive lands myndigheter har inte velat bidra med pengar. En förstudie (där projektet kallas Talsinkifix) publicerades i februari 2015. Förstudien rekommenderar en ren järnvägstunnel, längre än världens under 2010-talet längsta, medan en så lång vägtunnel avråds ifrån.
I mars 2019 meddelade Peter Vesterbacka, en av Rovios grundare, att hans liknande tunnelprojekt, FinEst Bay Area Development, hade ingått ett preliminärt avtal med det kinesiska investeringsbolaget Touchstone Capital Partners. Affären omfattade 15 miljarder euro, och förbindelsen uppgavs kunna vara färdigbyggd 2024, i stället för 2040 som Finlands och Estlands regeringar tidigare har sagt. Finlands statsminister uttalade sig positivt om en fast förbindelse generellt under ett besök i Estland 2019, men så sent som i juli 2020 övervägde den estniska regeringen fortfarande att dra sig ur Vesterbackas projekt. De kinesisiska finiansiärerna har senare dragit sig ur projektet eftersom tidtabellen inte håller.

## Källhänvisningar
1. ↑  Mike Collier. "Helsinki mayor still believes in Tallinn tunnel", The Baltic Times, 3 april 2008 (engelska).
2. 1 2  Pre-feasibility study of Helsinki–Tallinn fixed link (Sweco, februari 2015, engelska)
3. ↑  Juhani Saarinen (29 april 2010). ”Tuhkapilvi herätti eloon suunnitelman Helsinki–Tallinna-tunnelista” (på finska). Arkiverad från originalet den 11 augusti 2014. https://web.archive.org/web/20140811173224/http://www.hs.fi/kotimaa/artikkeli/Tuhkapilvi+her%C3%A4tti+eloon+suunnitelman+Helsinki%E2%80%93Tallinna-tunnelista/1135256484519. Läst 8 augusti 2014.
4. ↑  ”China's Touchstone to invest $17 billion in Helsinki-Tallinn tunnel” (på engelska). Reuters. 8 mars 2019. https://www.reuters.com/article/us-finland-tunnel-idUSKCN1QP0JD. Läst 3 augusti 2020.
5. ↑  Häggblom, Johanna. ”Estland säger nej till Tallinntunneln – Vesterbacka: "Märkliga förklaringar"”. www.hbl.fi. https://www.hbl.fi/artikel/estland-sager-nej-till-tallinntunneln-vesterbacka-markliga-forklaringar/. Läst 3 augusti 2020.
6. ↑  ”Peter Vesterbacka lovade att tunneln till Tallinn öppnar på julafton 2024 – vad hände sedan?”. https://yle.fi/a/7-10069200. Läst 2 mars 2025.

### Studier
- Usko Anttikoski. "Fixed transport connections across the Baltic from Finland to Sweden and Estonia. Preliminary feasibility assessment." 2007.
- "Emerald, Vision 2050" 2007.
- Ilkka Vähäaho, Pekka Raudasmaa. "Feasibility Study, Helsinki–Tallinn, Railway Tunnel" Geoteknisk avdeling i Eiendomsdepartementet i Helsinki. 2008.
- Jaakko Blomberg, Gunnar Okk. "Opportunities for Cooperation between Estonia and Finland 2008" Statsministerens kontor, Finland. 2008.